# Dicliptera capitata
Dicliptera capitata är en akantusväxtart som beskrevs av Milne-redhead. Dicliptera capitata ingår i släktet Dicliptera och familjen akantusväxter. Inga underarter finns listade i Catalogue of Life.